# Robin Hood (serie de televisión)
Robin Hood es una serie de la televisión británica, producida por la compañía independiente de producción de Tiger Aspect Productions para BBC One, con cofinanciación de la BBC América del canal de televisión por cable en los Estados Unidos. Basándose en torno a las historias del legendario héroe inglés Robin Hood.

## Historia
Robin de Locksley regresa de Tierra Santa y se encuentra con que Inglaterra está siendo gobernada por tiranos. El alguacil de Nottingham, Edward ha sido reemplazado por Vaisey. Dos amigos suyos, los hermanos Scarlet, van a ser ahorcados por robar harina, pero Robin los libera y comienza a pelear contra el alguacil como un forajido, mientras intenta ayudar a los pobres, mientras que intenta re-conquistar a Marian y detener al corrupto sheriff.
Robin, en el bosque forma una pandilla integrada por él, Marian y Alan-A-Dale, Much (su ex siervo), Juan (un ex bandolero), Royston White, Will Scarlet y Djaq (una sarracena). Más tarde Will y Djaq deciden quedarse en la Tierra Santa y al grupo se les Guy de Gisborne, quien cambia de bandos así como el Fraile Tuck, Archer (el mio hermano de Robin y Guy), Kate (en la Tercera Temporada) y los aldeanos de la villa.

## Personajes

### Personajes principales
| Actor            | Personaje                    | N.º de Episodios | Temporada         |
| ---------------- | ---------------------------- | ---------------- | ----------------- |
| Jonas Armstrong  | Robin de Locksley            | 39               | 2006 - 2009       |
| Lucy Griffiths   | Marian de Locksley           | 27               | 2006 - 2007, 2009 |
| Richard Armitage | Guy de Gisborne              | 37               | 2006 - 2009       |
| Joe Armstrong    | Alan-A-Dale                  | 38               | 2006 - 2009       |
| Gordon Kennedy   | Little John                  | 38               | 2006 - 2009       |
| Sam Troughton    | Much                         | 38               | 2006 - 2009       |
| Keith Allen      | Vasey, Sheriff de Nothingham | 34               | 2006 - 2009       |
| Clive Standen    | Archer                       | 3                | 2009              |

### Personajes recurrentes
| Actor             | Personaje                   | N.º de Episodios | Temporada |
| ----------------- | --------------------------- | ---------------- | --------- |
| David Harewood    | Fraile Tuck                 | 12               | 2009      |
| Lara Pulver       | Isabella de Gisborne        | 8                | 2009      |
| Toby Stephens     | Príncipe Juan               | 3                | 2009      |
| Joanne Froggatt   | Kate                        | 11               | 2009      |
| Steven Waddington | Rey Ricardo I de Inglaterra | 1                | 2007      |

### Antiguos personajes principales
| Actor         | Personaje           | N.º de Episodios | Duración    | Estado |
| ------------- | ------------------- | ---------------- | ----------- | ------ |
| Harry Lloyd   | Will Scarlet        | 26               | 2006 - 2007 | Vivo   |
| Anjali Jay    | Djaq                | 22               | 2006 - 2007 | Viva   |
| Michael Elwyn | Edward de Knighton  | 15               | 2006 - 2007 | -      |
| William Beck  | Royston "Ray" White | 4                | 2006        | -      |

## Episodios
La serie estuvo compuesta por tres temporadas, cada una conformada por 13 episodios.